# شهرستان فورت بند (تگزاس)
شهرستان فورت بند، تگزاس (به انگلیسی: Fort Bend County, Texas) یک سکونتگاه مسکونی در ایالات متحده آمریکا است که در تگزاس واقع شده‌است.

## خصوصیات
شهرستان فورت بند ۲٬۲۹۲٫۱۵ کیلومترمربع مساحت دارد.